# المربع (منطقة في موسم الرياض)
منطفة المربع أحد مناطق موسم الرياض الترفيهي السنوي وتقع في حديقة المتحف الوطني بمركز الملك عبد العزيز التاريخي في حي المربع بالرياض، المملكة العربية السعودية. أفتتحت المنطقة في أكتوبر 2019 خلال النسخة الأولى من موسم الرياض، تضم المنطقة العديد من المطاعم والمقاهي التي تقدم المأكولات العالمية بطرق طهي خاصة لبعض الدول مثل أمريكا وإيطاليا واليونان واليابان والأرجنتين وفرنسا.